# ديبي إسر
ديبي إسر (بالإنجليزية: Debbie Esser)‏ هي واثبة حواجز ‏ أمريكية، ولدت في 26 مارس 1957 في آيوا في الولايات المتحدة.

## وصلات خارجية
- ديبي إسر على موقع قاعة آيوا للمشاهير الرياضية (الإنجليزية)